# 大坪千夏
大坪 千夏（おおつぼ ちなつ、1966年（昭和41年）6月20日 - ）は、日本のフリーアナウンサー、タレント。元フジテレビアナウンサー。2011年からホリプロ所属。

## 来歴・人物
福岡県福岡市出身。父親の仕事の関係で全国各地を転々とした後に中学2年生の時に福岡県に戻る。福岡県立修猷館高等学校、日本女子大学家政学部生物農芸学科を卒業後、番組制作会社ニユーテレスに1年間勤務。
1990年、フジテレビに入社。退社時まで基本的にアナウンス部所属であったが、スポーツ番組を担当していた関係で、1996年から1998年までスポーツ局に籍を置いていた。
3年目に子供向け番組『ウゴウゴルーガ』（1992年10月 - 1994年3月）を担当。コンピューター・グラフィックスによるコーナー「ちなつのへや」の案内役（声のみ）や、「早朝爆笑寄席」のコーナーではタレントの千秋と漫才コンビ「千日前ちなつ・ちあき」として出演。1993年には同コンビ名義で『あきのくりづくしメニュー』という曲でCDも出している。同曲は同番組の第2期後半のエンディング曲として使用された。
私生活では『ウゴウゴ』担当中の1993年2月、高校の先輩で元フジテレビ社員の銀行員と結婚するも、1997年に離婚。
2000年頃から陸上競技・短距離の高野進、伊東浩司、末續慎吾などの競技者、2002年の釜山アジア大会など国内外の試合を積極的に取材した。
2005年、4月に国際サッカー連盟(FIFA)に転職したスイス在住の元フジテレビ社員の加藤幸一郎と再婚し、同局を退社。その後、スイスのチューリッヒに生活の拠点を置く。2011年から2013年はブラジルのリオデジャネイロ、2013年から2014年はイギリスに在住。2014年11月に帰国。2015年11月からマレーシア在住。2023年に長年の海外生活を終え、帰国。
2011年9月1日、ホリプロと日本国内の仕事についてマネージメント契約を結んだ。
2008年、『チェスト!』に主人公の母親役として出演し、女優デビューを果たした。

## エピソード
- アナウンス部全員参加番組として放送されていた『晴れたらイイねッ!』に500回中100回出演し、益田由美プロデューサーに次いで出演回数第2位となった。
- フジテレビ時代の同僚で同じ福岡県出身の田代尚子とは同い年である（フジテレビ入社は田代のほうが1年早い）。
- 学生時代、フジテレビの「ねるとん紅鯨団」に一般人として出演（スキー場での回）。結果は、1人に告白されるが受諾せず。

## 同期アナウンサー
- 長坂哲夫（2022年3月退社）
- 松井みどり（2006年末退社）
- 吉田伸男（2015年8月退社）

## 出演番組
- 大人のヨーロッパ街歩き（2009年 - 、旅チャンネル、BS日テレ）

## 過去の出演番組
フジテレビアナウンサー時代の報道・情報番組
| 期間          | 期間          | 番組名            | 役職               | 担当日     |
| ------------- | ------------- | ----------------- | ------------------ | ---------- |
| 1992年1月10日 | 1992年6月26日 | FNN NEWSCOM       | 長谷部真理子の代役 | 隔週金曜日 |
| 1992年4月4日  | 1993年9月26日 | FNNスーパータイム | スポーツキャスター | 休日       |
| 1993年10月1日 | 1994年9月30日 | タイムアングル    | 司会               | 平日       |
| 1996年4月6日  | 1996年6月30日 | FNNニュース最終版 | キャスター         | 休日       |

バラエティ・スポーツ・特別番組など（フリー後も含めて）
- ウッチャンナンチャンのやるならやらねば!
- FNSの日・FNSスーパースペシャルテレビ夢列島'90（1990年、新人時代に出演）
- FNSの日・平成教育テレビ'93（1993年、この日（7月24日）横浜スタジアムで開催予定だった「横浜×広島」戦が雨天中止となったため、千秋と共に、スタジアムグラウンドから「くいだおれ人形」のコスチュームを着て出演）
- 晴れたらイイねッ!Let'sコミミ隊
- プロ野球ニュース
- ウゴウゴルーガ（1992年 - 1994年）
- 学校では教えてくれないこと!!
- ザ・ノンフィクション（ナレーション）
  - 「われら百姓家族」（2000年7月23日・2001年8月5日・2002年12月22日・2003年12月14日）
  - 「生きてます17歳」（2002年10月20日）
- 週刊フジテレビ批評（2000年12月 - 2001年3月）
- 森田一義アワー 笑っていいとも!（2001年 - 2002年）
- ソルトレークシティオリンピック現地キャスター（2002年2月）
- 世界HOTジャーナル（2015年4月 - 8月）
- 爆報! THE フライデー（2015年7月24日、TBSテレビ※「世界HOTジャーナル」の裏番組だが、同日は特番「奥さま1万人総選挙」を放送）
- TOKYO MX NEWS（2016年7月27日 - 28日、2016年8月1日 - 2日、石井希和の夏期休暇に伴う代役。東京メトロポリタンテレビジョン)